# .me
.me és el domini de primer nivell territorial (ccTLD) de Montenegro. Va substituir els dominis .yu (de Iugoslàvia) i .cg.yu que s'havien utilitzat a Sèrbia i Montenegro.
Montenegro va declarar la independència respecte de Sèrbia i Montenegro el 3 de juny de 2006, després d'un referèndum el 21 de maig. Fins llavors, Montenegro havia utilitzat extraoficialment el domini de segon nivell .cg.yu, mentre que el domini .cs que s'havia assignat a Sèrbia i Montenegro el 2003 no s'utilitzava. El setembre de 2006, l'ISO va assignar el codi de dues lletres "ME" (la majoria de les altres abreviatures possibles de Montenegro (MO, MN, MT, MG i MR) i el seu nom en montenegrí Crna Gora (CG) ja estaven agafades).
El setembre de 2007, la ICANN va delegar el domini .me al govern de Montenegro, deixant l'antic domini .yu gestionat temporalment pel registre .rs (el serbi) fins que s'esborrés definitivament abans del 30 de setembre de 2009. La delegació dels servidors de noms arrel fou aprovada per la IANA, creant el domini .me. Va quedar activat el 24 de setembre de 2007 i es va fer una selecció pública per gestionar el domini, que va guanyar doMEn d.o.o.
El 6 de maig de 2008, va començar el període general "sunrise" per als posseïdors de marques registrades, i el 16 de juliol de 2008 es va permetre el registre per a tots els dominis .me.

## Estructura del domini
El fet que "me" sigui un pronom de primera persona en moltes llengües (com ara l'anglès, el català o el castellà) va fer que el govern de Montenegro decidís de gestionar el domini com a genèric en comptes de territorial, pensant que seria atractiu a nivell mundial.
El registre al tercer nivell es permet als ciutadans i empreses de Montenegro a les zones següents:
- .co.me - sense restriccions, pensat per a empreses
- .net.me - sense restriccions, pensat per a proveïdors de xarxes
- .org.me - sense restriccions, pensat per a organitzacions i associacions civils
- .edu.me - institucions educatives, com escoles primàries i secundàries
- .ac.me - organitzacions acadèmiques i post-secundàries, com ara universitats; la Universitat de Montenegro utilitza ucg.ac.me
- .gov.me - autoritats estatals i governamentals
- .its.me o .priv.me - sense restriccions, pensat per a ús personal

A part de la jerarquia .me oficial, hi ha una colla de dominis de segon nivell privats.

## Inicis del registre
El 6 de maig de 2008, es va obrir el període "sunrise" del registre per a tots els propietaris de marques registrades de qualsevol lloc del món.
Al llarg dels mesos de juny i juliol de 2008, es van rebre moltes sol·licituds repetides, cosa que va tenir com a resultat més de 2.500 subhastes, que es van dur a terme durant juliol i agost de 2008, després d'obrir-se el registre el 17 de juliol de 2008. En total es van recaptar més de 2 milions de dòlars amb noms com insure.me (assegura'm) i sync.me (sincronitza'm).
A principis d'agost de 2008 ja hi havia 100.000 dominis .me registrats. Sources say part of the worldwide appeal for the .me domain extension is the marketing aspect.
El 2008, comparant el nombre de pàgines web indexades per Google per domini de primer nivell, els webs .me havien tingut el creixement més ràpid amb més de 50% mensual.
Cap a mitjans de febrer de 2009, es va arribar als 200.000 dominis .me. El 2010 ja n'hi havia més de 320.000 .me, fent-lo el domini de primer nivell amb vendes més ràpides de la història, i a mitjans de juliol de 2013 ja anava vora els 700.000.

## Jocs de paraules
La majoria dels dominis .me s'han comprat com a jocs de paraules en anglès i, en menor mesura, holandès; dels primers 100.000, el 71% dels noms s'havien sol·licitat per nord-americans. El preu dels dominis s'ha mantingut alt; durant el període inicial, insure.me es va vendre per 68.005 dòlars, i judge.me es va transferir per 8.000 dòlars el 2011.
.me s'ha utilitzat com a abreviatura per "Middle East" (Orient Mitjà), Maine, i l'acusatiu de ja (jo en algunes llengües eslaves). D'altres exemples són deviantArt (fav.me), WordPress (wp.me), el web de la pel·lícula Gru, el meu dolent preferit (en anglès, Despicable Me), i MeetMe.

### Dominis Premium
Els noms de domini del .me han de tenir entre 3 i 63 caràcters de llargada (excloent el .me), però s'han concedit algunes excepcions, sobretot per a serveis d'escurçament d'URLs:
- Del.icio.us (d.me)
- Facebook (fb.me)
- Google Plus (g.me)
- Turbulenz (ga.me)[17]
- Portal sobre l'ingrés de Montenegro a la Unió Europea (eu.me)
- GoDaddy (go.me)
- ID.ME (id.me)[18]
- Time Magazine (ti.me)
- Visa Inc. (v.me)
- Vkontakte (vk.me)
- WordPress (wp.me)
- MyYearbook (yb.me)

Yahoo! va utilitzar me.me per al seu projecte Yahoo Meme, però quan es va cancel·lar el portal, el registre va recuperar el nom.

## .cg.yu
Abans que no s'introduís .me, el domini més utilitzat de Montenegro era el domini de segon nivell .cg.yu que depenia del .yu, que pertanyia a l'ISP montenegrí T-Crnogorski Telekom. L'acrònim "CG" s'utilitzava perquè són les inicials del nom del país, Crna Gora, en montenegrí.
Quan es va esborrar el domini de primer nivell .yu, totes les adreces de correu que acabaven en @cg.yu es van substituir per @t-com.me, i la majoria dels webs es van traslladar al .me.